# La Pena (Alps Marítims)
La Pena o Pena (en francès La Penne) és un municipi francès situat al departament dels Alps Marítims i a la regió de Provença – Alps – Costa Blava.

## Demografia
| 1962                                       | 1968 | 1975 | 1982 | 1990 | 1999 | 2006 |
| ------------------------------------------ | ---- | ---- | ---- | ---- | ---- | ---- |
| 117                                        | 124  | 116  | 120  | 145  | 164  | 279  |
| Des de 1962: població sense dobles comptes |      |      |      |      |      |      |

## Administració
| Període   | Identitat         | Partit |
| --------- | ----------------- | ------ |
| 1962-1977 | Roger Salicis     |        |
| 1977-1995 | Georges d'Authier |        |
| 1995-2008 | Bernard Porin     |        |
| 2008-     | Danièle Raybaud   |        |